# Jaruman
Jaruman, Jarumann ou Gearomon est un évêque anglo-saxon du milieu du VIIe siècle.

## Biographie
Jaruman est le quatrième évêque connu responsable du peuple des Merciens, après Diuma, Ceollach et Trumhere. Son épiscopat prend place sous le règne de Wulfhere (658-675), le premier roi chrétien de Mercie.
Dans son Histoire ecclésiastique du peuple anglais, Bède le Vénérable raconte que Wulfhere envoie Jaruman auprès des Saxons de l'Est vers 665, ce peuple ayant en partie abandonné le christianisme à la suite d'une épidémie de peste. Sa mission dans cette province est couronnée de succès, « car c'était un homme à la fois bon et pieux », rapporte Bède. La mission de Jaruman témoigne de la domination mercienne sur l'Essex dans les années 660.